# Mars 1912

## Événements
- Mise en cause par Goutchkov à la Douma du rôle que joue Raspoutine dans l’entourage impérial.
- Premier saut en parachute d’Albert Berry.

- 1er mars  : le Français Jules Védrines bat le record de vitesse pure en avion : 166,821 km/h sur un « Deperdussin ».

- 2 mars : le Français Jules Védrines bat le record de vitesse pure en avion : 167,910 km/h sur un « Deperdussin ».

- 3 mars : premier vol de l'Avro E.

- 7 mars : la République de Chine est proclamée à Lhassa. Mais la population tibétaine s’insurge contre la présence chinoise.
- 11 mars : La Chine promulgue sa Constitution temporaire.

- 13 mars : les États balkaniques (Bulgarie et Serbie puis Grèce et Monténégro) forment la Ligue balkanique, favorisée par la Russie, qui s’oppose à l’Empire ottoman pour l’enjeu de la Macédoine (17 octobre).

- 24 mars :
  - Mongolie : ouverture de la première école laïque à Ourga malgré la protestation des seigneurs ecclésiastiques. Elle reçoit 47 élèves la première année ;
  - le Suisse François Durafour effectue le premier vol en avion en Uruguay sur un « Deperdussin ».

- 30 mars : signature à Fès du traité qui impose le protectorat français sur le Maroc.

## Naissances
- 1er mars : Gerald Emmett Carter, cardinal canadien, archevêque de Toronto († 6 avril 2003).
- 12 mars : Irving Layton, poète († 4 janvier 2006).
- 13 mars : Mohamed Khider, membre fondateur du FLN, algérien († 4 janvier 1967).
- 15 mars : Jean-Pierre Kérien, comédien français († 9 avril 1984).
- 16 mars : Gustave Van Belle, coureur cycliste belge († 25 août 1954).
- 21 mars : André Laurendeau, politicien († 1er juin 1968).
- 22 mars : 
  - François Gall, peintre français († 9 décembre 1987).
  - Agnès Martin, artiste peintre († 16 décembre 2004).
- 23 mars : Wernher von Braun, ingénieur américain d'origine allemande († 16 juin 1977).
- 25 mars : Jean Vilar, acteur et metteur en scène de théâtre français († 28 mai 1971).
- 28 mars : Marina Raskova, aviatrice soviétique († 4 janvier 1943).

## Décès
- 1er mars : Edward Blake, premier ministre de l'Ontario et chef du Parti libéral du Canada.
- 3 mars : Raymond Saleilles, juriste.
- 29 mars
  -  : John Gerrard Keulemans, peintre et illustrateur néerlandais (° 1842).
  -  : Robert Falcon Scott, explorateur britannique. Décédé à la Barrière de Ross, en Antarctique.
- 30 mars : Karl May, écrivain allemand (° 1842).